# Doctype
Un doctype (contraction de l'anglais document type, littéralement « type de document ») est une instruction au début des documents SGML et XML (comme les pages web) spécifiant sa DTD : les règles de sa syntaxe.

## Syntaxe
```
<!DOCTYPE root-element SYSTEM "URL(URI)">

<!-- déclarations -->

```

## Exemples

### HTML4
La déclaration contenue dans l'exemple suivant réfère à HTML 4 :
```
<!DOCTYPE HTML PUBLIC "-//W3C//DTD HTML 4.01//EN"

   "http://www.w3.org/TR/html4/strict.dtd">

 
<html>

```

### HTML5
Le doctype est toujours le même :
```
<!DOCTYPE html>

```

### XHTML
La déclaration contenue dans l'exemple suivant réfère à XHTML :
```
 
<?xml version="1.0" encoding="UTF-8"?>

 
<!DOCTYPE html

     PUBLIC "-//W3C//DTD XHTML 1.0 Strict//EN"

     "http://www.w3.org/TR/xhtml1/DTD/xhtml1-strict.dtd">

 
<html
 
xmlns=
"http://www.w3.org/1999/xhtml"
 
xml:lang=
"en"
 
lang=
"en"
>

```

### XHTML pour mobiles
```
<!DOCTYPE html PUBLIC

  "-//WAPFORUM//DTD XHTML Mobile 1.0//EN"

  "http://www.wapforum.org/DTD/xhtml-mobile10.dtd">

```